# Vincent Rodriguez III
Vincent Rodriguez III, né le 10 août 1982 à San Francisco (Californie), est un acteur américain. 
Il se fait connaître en incarnant le personnage de Josh Chan dans la série télévisée Crazy Ex-Girlfriend.

## Biographie
Vincent Rodriguez III est né à San Francisco mais grandit à Daly City, en Californie. Il a trois grandes sœurs, toutes nées à Manille, capitale des Philippines. En 2003, il est diplômé du conservatoire du Pacific Conservatory of the Performing Arts. 
Il est marié à Gregory Wright.

### Carrière
Le 3 juin 2021, il a été choisi pour jouer le rôle principale d'Henry dans la série télévisée, With Love (en) créée par Gloria Calderón Kellett, diffusée sur Prime Video depuis le 17 décembre 2021. Il joue aux côtés de Mark Indelicato, Isis King, Emeraude Toubia, Rome Flynn et Desmond Chiam.

## Filmographie

### Télévision
- 2011 : The Onion News Network : Asian Tucker Hope
- 2014 : Hostages : Aide
- 2015 : Donny! :
- 2015 - 2019 : Crazy Ex-Girlfriend : Josh Chan / Colin Crowley (60 épisodes)
- 2017 : Designated Survivor : Owen Saldua
- 2017 : Adam Ruins Everything : Derek
- 2018 : Another Period : Chang Bunker
- 2018 : Alone Together : Jerry
- 2018 : Ryan Hansen Solves Crimes on Television : Tai
- 2019 : Insatiable : Capitaine Rudy Cruz (7 épisodes)[6]
- 2021 : Kenan (en) : Ron Sherman-Willis
- 2021 : J'adore Arlo : Ansel Beauregard (9 épisodes)
- depuis 2021 : With Love (en) : Henry (rôle principal, 11 épisodes)[7]
- 2022 : Home Economics : Simon

### Doublage

#### Films d'animation
- 2019 : Bai She: Yuan Qi : le petit général (voix, version anglaise)
- 2019 : Ne Zha zhi mo tong jiang shi : Li Jing (voix, version anglaise)
- 2021 : Raya et le Dernier Dragon : voix diverses (version anglaise)
- 2021 : Arlo, le garçon alligator (téléfilm) : Ansel Beauregard / Ansel jeune (version anglaise)

#### Jeux vidéo
- 2020 : Stay Alive My Son : Khmer Rouge Chief
- 2023 : Mortal Kombat 1 : Raiden

### Clip vidéo
- 2018 : Waste It on Me de Steve Aoki feat. BTS